# Condado de Manistee
El condado de Manistee (en inglés: Manistee County, Míchigan), fundado en 1840, es uno de los 83 condados del estado estadounidense de Míchigan. En el año 2000 tenía una población de 24.527 habitantes con una densidad poblacional de 17 personas por km². La sede del condado es Manistee.

## Historia
El Condado de Manistee, se estableció en 1840 y fue organizado en 1855.

## Geografía
Según la Oficina del Censo, el condado tiene un área total de 3318 km² (1281,1 mi²), de la cual 1409 km² (544 mi²) es tierra y 1909 km² (737,1 mi²) es agua.

## Condados adyacentes
- Condado de Benzie - norte
- Condado de Grand Traverse - noreste
- Condado de Wexford - este
- Condado de Lake - sureste
- Condado de Mason - sur
- Condado de Monitowoc - sudoeste
- Condado de Kewaunee - oeste

## Demografía
En el 2000 la renta per cápita promedia del condado era de $34,208, y el ingreso promedio para una familia era de $41,644. El ingreso per cápita para el condado era de $17,204. En 2000 los hombres tenían un ingreso per cápita de $33,211 frente a los $20,851 que percibían las mujeres. Alrededor del 10.30 % de la población estaba bajo el umbral de pobreza nacional.

## Lugares

### Ciudades
- Manistee

### Villas
- Bear Lake
- Copemish
- Eastlake
- Kaleva
- Onekama

### Lugares designados por el censo
- Arcadia
- Filer City
- Brethren
- Oak Hill
- Parkdale
- Wellston
- Stronach

### Comunidades no incorporadas
- Chief
- Marilla
- Norwalk
- Pierport

### Municipios
| - Municipio de Arcadia - Municipio de Bear Lake - Municipio de Brown - Municipio de Cleon - Municipio de Dickson | - Municipio de Filer Charter - Municipio de Manistee - Municipio de Maple Grove - Municipio de Marilla - Municipio de Norman | - Municipio de Onekama - Municipio de Pleasanton - Municipio de Springdale - Municipio de Stronach |

### Principales carreteras
- US 31
- M-22
- M-55
- M-115